# Jackson (Nebraska)
Jackson è un comune degli Stati Uniti d'America, situato nello Stato del Nebraska, nella contea di Dakota.